# Le Clown (chanson)
Pour les articles homonymes, voir Le Clown et Le Clown (homonymie).
Pistes de Les Clowns
Aucune Le Temps des fiançailles
(2)
Le Clown est une chanson écrite par l'auteur-compositeur français Giani Esposito et interprétée par lui-même en 1957, avant d'être reprise par plusieurs autres artistes, dont sa fille Douchka et la chanteuse Anne Vanderlove.
Cette chanson figure, tout d'abord sous le titre Les clowns, dans le premier album de Giani Esposito paru en 1959.

## Distribution
Tout d'abord sorti en 45 tours en 1957, puis en super 45 tours en 1959 chez Polydor, cette chanson a été distribuée par le même label en 1959 dans l'album intitulé Les Clowns avec huit autres chansons, toutes interprétées par Giani Esposito.

## Thème
Cette chanson qui se présente sous la forme d'une longue plainte, mais entrecoupée de quelques passages musicaux entraînants et joyeux, est interprétée en français et en italien ; elle évoque l'agonie d'un clown musicien sur la scène d'un music-hall ou d'un petit cirque, en présence de  « quelques spectateurs ». 
L'artiste interprète son dernier numéro avec un violon et ne demande aucune moquerie, aucune plainte, aucun rire mais simplement des applaudissements. La chanson se termine avec la mort du clown sous les applaudissements du public.
Ouvrez donc les lumières

Puisque le clown est mort

(bis)

Et vous applaudissez

Admirez son effort

(bis)

## Interprétation
Cette chanson est souvent évoquée comme étant la plus célèbre et la plus marquante de son auteur compositeur et interprète Giani Esposito,.
Celui-ci l'a notamment interprétée dans le cabaret de L'Écluse a cappella en s'accompagnant lui-même en tapotant simplement sur le dos d'une chaise afin d'en restituer le rythme, face à des spectateurs très impressionnés par ce tour de force.

## Reprises et postérité

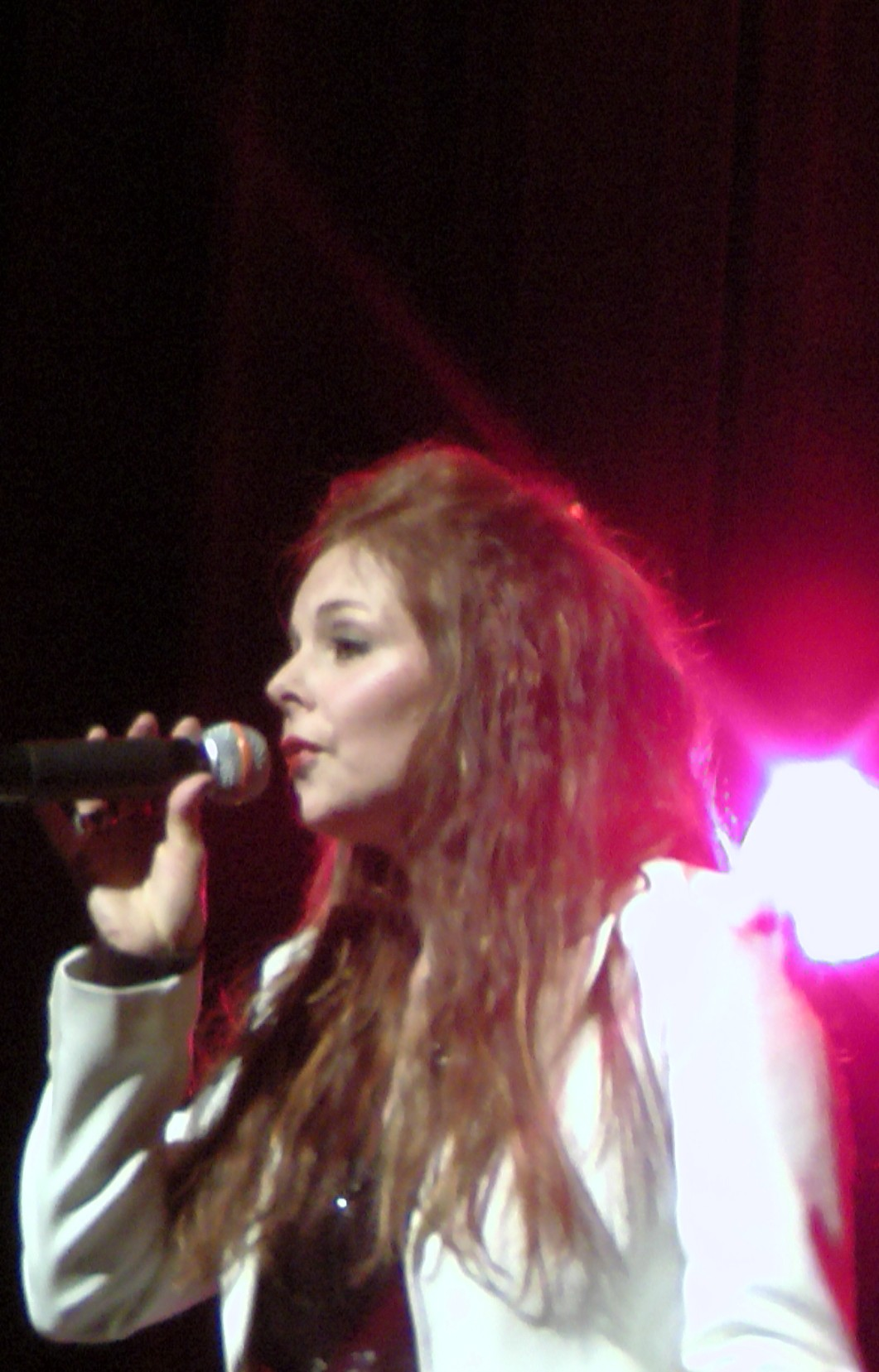
Douchka

Le texte de cette chanson a été repris en partie dans un sketch de l'artiste comique Raymond Devos, intitulé le Clown et dans lequel il a remplacé le passage « Ouvrez donc les lumières » par « Éteignez les lumières », en hommage à cette chanson et son auteur.
Les chanteuses Christine Sèvres (première épouse du chanteur Jean Ferrat) en 1963 et Angélique Ionatos en 2009 ont incorporé cette chanson dans leurs répertoires.
En 1994, durant une émission de télévision présentée par Jean-Claude Delarue, le chanteur Bernard Lavilliers a interprété cette chanson qu'il considère comme méconnue.
La chanteuse Douchka Esposito, connue à ses débuts sous le simple nom de Douchka, fille de Giani Esposito et de Pascale Petit, a elle-même interprété cette chanson et l'a incluse dans son album (sorti en 2018) de 16 enregistrements où figurent douze chansons de son père, ainsi que de textes lus par Pascale Petit,.